# Oanh cổ đỏ đuôi trắng Myanmar
Oanh cổ đỏ đuôi trắng Myanmar (Calliope tschebaiewi) là loài chim sẻ nhỏ thuộc họ Muscicapidae. Nó có quan hệ gần với Oanh cổ đỏ, tuy nhiên loài này thiếu đi phần lông trắng ở đỉnh đuôi và gốc đuôi. Trước đây nó cũng được coi là cùng loài với loài Calliope pectoralis, cả hai đều được gọi là Oanh cổ đỏ đuôi trắng. Loài này được tìm thấy ở dãy Himalaya trải dài từ Pakistan đến Myanmar.

## Phân loài
Mô tả chính thức đầu tiên về loài này là của Nhà địa lý người Nga Nikolay Przhevalsky vào năm 1876. Ông đề ra danh pháp hai phần Calliope tschebaiewi vẫn còn sử dụng ở thời điểm hiện tại. Tên loài tschebaiewi được đặt nhằm vinh danh Cossack Pamfili Tschebaeiv là người cùng đồng hành với Przevalsky trong chuyến đi của ông. Oanh cổ đỏ đuôi trắng Myanmar từng có lúc bị xem là phân loài của loài Calliope pectoralis. Cả hai loài được đặt tên là "oanh cổ đỏ đuôi trắng" (tiếng Anh: "white-tailed rubythroat") và được đặt vào chi Luscinia. Một nghiên cứu phát sinh chủng loại phân tử rộng lớn được xuất bản vào năm 2010 chỉ ra Luscinia không phải là đơn ngành. Do đó, chi đã bị tách ra và một số loài bao gồm cả Oanh cổ đỏ đuôi trắng Myanmar được xếp vào chi đã được phục hồi là Calliope. Một nghiên cứu khác được công bố vào năm 2016 đã so sánh DNA ty thể, nguyên âm hóa và hình thái của một số phân loài Calliope pectoralis. Dựa trên kết quả, các tác giả cho rằng C. p. tschebaiewi được xếp riêng thành một loài với tên tiếng Anh là Oanh cổ đỏ đuôi trắng Myanmar. Đồng thời, tên gọi "Oanh cổ đỏ đuôi trắng" được chuyển thành Oanh cổ đỏ đuôi trắng Himalaya. Loài này là loài đơn ngành.

## Mô tả
Con trống phần thân trên có màu nâu sẫm, lông mày và trán trắng. Cánh có màu nâu và đuôi có màu đen với gốc và ngọn đuôi có màu trắng. Hai bên cổ họng và ngực có màu đen và giữa cằm và họng có màu đỏ tươi. Mỗi chiếc lông đen trên ngực có viền hẹp màu xám. Bụng và hậu môn màu trắng. Con mái có màu xỉn, phần thân trên có màu nâu xám với lông mày khuếch ra và phần thân dưới có màu khói. Giữa cổ họng có màu trắng như dải ria ngắn.

## Phân bố loài và môi trường sống
Loài được tìm thấy ở Trung Á và tiểu lục địa Ấn Độ, trải dài trong khu vực Bangladesh, Bhutan, Ấn Độ, Myanmar, Nepal, Pakistan, Nga và Thái Lan. Chúng di chuyển lên phía bắc và bay lên độ cao cao hơn vào mùa hè và di chuyển ở độ cao thấp hơn về phía nam vào mùa đông. Nó sinh sản dọc theo rìa cao nguyên Tây Tạng vào mùa đông ở phía nam từ Nepal đến Assam. Môi trường sống tự nhiên của chúng là các rừng cây thông thoáng và bụi rậm.